# Biały Rosjanin

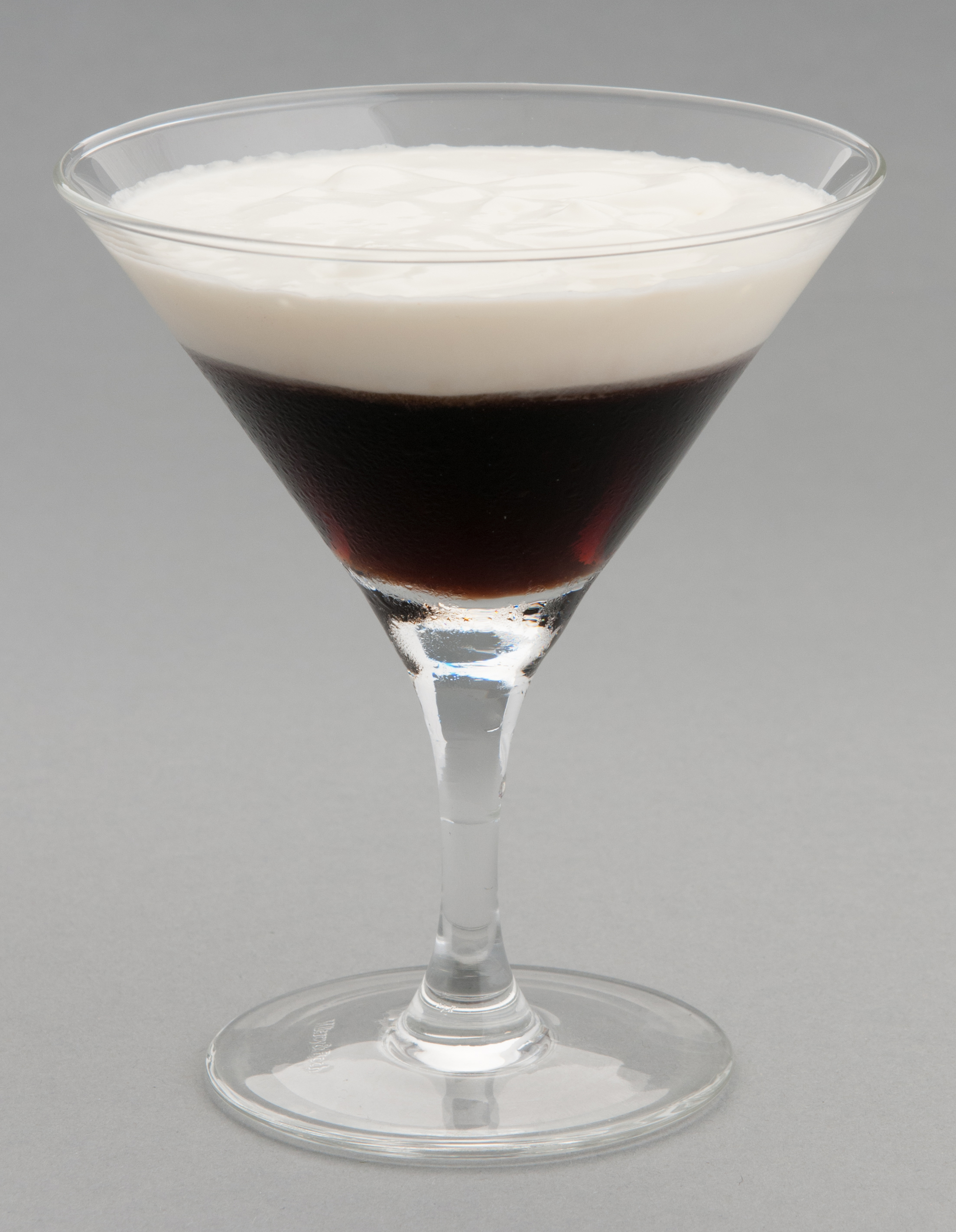
Biały Rosjanin

Biały Rosjanin, Biały Rusek (ang. White Russian) – koktajl alkoholowy składający się z wódki, likieru kawowego i śmietanki.
Szklankę typu Old Fashioned wypełnia się do połowy kostkami lodu, na nie wlewa wódkę i likier oraz dopełnia śmietanką. 
Nazwa drinka nawiązuje do stronnictwa Białych, walczących z bolszewikami podczas rosyjskiej wojny domowej. Biały Rosjanin był m.in. ulubionym drinkiem The Dude, bohatera filmu Big Lebowski, granego przez Jeffa Bridgesa.